# جحا الضاحك الباكي
جحا الضاحك الباكي مسلسل كوميدي لبناني يتناول قصص فكاهية تحدث بين شخصية جحا وزوجته وابنته وجيرانه عرض لأول مره في 27 مارس 1990.

## الممثلون
- أنطوان كرباج بدور جحا.
- مارسيل مارينا بدور زوجة جحا.
- سناء حامد.
- خالد السيد.
- رندة حامد.
- عمر ميقاتي.

## روابط خارجية
- مسلسل جحا الضاحك الباكي